# Hannelore Kirchhof-Born
Hannelore Kirchhof-Born, geb. Kirchhof (* 11. November 1939 in Arnsdorf; † 7. Juli 2021 in Eberswalde) war eine deutsche Malerin.

## Leben und Werk
Hannelore Born wurde 1939 in Schlesien als eines von drei Kindern auf einem Bauernhof geboren. Nach der Umsiedlung im Sommer 1946 verbringt sie zweite Hälfte ihrer Kindheit im Erzgebirge in die Nähe von Dresden.
Hannelore Born besuchte in Löbau von 1956 bis 1957 die Fachschule für Landwirtschaft und von 1958 bis 1961 die Fachschule für Finanzwirtschaft in Bannewitz. Von 1961 bis 1966 arbeitete sie in Dresden als Finanzökonomin in der Bezirksverwaltung für Finanzwirtschaft. Daneben besuchte sie von 1963 bis 1966 die Abendschule der Hochschule für Bildende Künste Dresden (HfBK). Von 1966 bis 1971 studierte sie Malerei an der HfBK. Sie heiratete, wurde Mutter von zwei Kindern und konnte erst einmal für zwei/drei Jahre ihrer künstlerischen Tätigkeit kaum nachgehen.
Seit 1971 lebte sie in Schwanebeck. Nach etwa zwei bis drei Jahren konnte sie anfangen, als freischaffende Malerin zu arbeiten. 1973 und 1976 unternahm sie Studienreisen in die Sowjetunion, auf denen sie eine Anzahl von Bildern schuf, u. a. 1973 in Leningrad von der Peter-und-Paul-Kathedrale und 1977 vom Alexander-Newski-Kloster.
Hannelore Kirchhof-Born schuf vor allem Porträts, Stillleben und Landschaften in Öl, darunter große „Seestücke“ und Bilder von Naturerscheinungen an der Ostsee, am Schwarzen Meer, am englischen und portugiesischen Atlantik, in Holland und Schweden.
1995/1996 erhielt sie eine Förderung durch die karitative Käthe-Dorsch-Stiftung. Sie leitete Malkurse für Kinder und Erwachsene und betreute über siebzehn Jahre lang einen Mundmaler. 2005/2006 arbeitete sie als Maltherapeutin im Helios Klinikum Berlin-Buch, und von 2005 bis 2016 war sie Dozentin für Naturstudium an der Volkshochschule.
Sie unternahm viele Studienreisen, beteiligte sich an Pleinairs im In- und Ausland, u. a. von 1998 bis 2003 an den Naturpark-Barnim-Pleinairs und 2000 an zwei Landschafts-Pleinairs in Polen, und hatte eine bedeutende Zahl von Einzelausstellungen und Ausstellungsbeteiligungen.
Arbeiten Hannelore Kirchhof-Borns befinden sich u. a. im Brandenburgischen Landesmuseum für moderne Kunst und im Brandenburgischen Landeshauptarchiv.

## Mitgliedschaften
- bis 1990 Verband Bildender Künstler der DDR
- seit 1990 Bundesverband Bildender Künstlerinnen und Künstler (BBK)
- seit 1990 Brandenburgischer Verband Bildender Künstlerinnen & Künstler e. V. (BVBK)

## Rezeption
„Die mit einem feinen Gefühl für auserlesene Farben Begabte entspricht in der Sparsamkeit der Farben ihrem Sujet, aber auch ihrer Vorliebe, Poetisches, Stimmunghaftes, zu einem Teil ihrer Selbst Gewordenes auszudrücken. Die Bilder Hannelore Borns sind zeitlos, im Grundtenor heiter und bejahend; den Betrachter bejahend, ihn annehmend mit seinen Zweifeln und Bedürfnissen. Sie sind unverkrampft, kommunikativ, sinnlich, nicht kopflastig. Das unbedingte Vermeiden von Pathos führt zu beinahe kühler Ausstrahlung.“
Marina Linde, im Februar 1989
„Wer nun das Gesamtwerk besichtigt (...) wird über Umfang wie Qualität erstaunt sein. Neben der Beobachtung der Naturlandschaft im Wechsel der Jahreszeiten wird man hin und wieder auch Szenen des Alltags finden, die vom unbeirrbaren Glauben an die Bindekräfte des Humanen künden.“
Dr. Paul Kaiser, im Mai 2021

## Darstellung Hannelore Kirchhof-Borns in der bildenden Kunst
- Max Uhlig: Hannelore Born (Lithografie, 43 × 31 cm, 1970/1971)[4]

## Werke (Auswahl)
- Landschaft bei Rostow am Don (Öl, 90 × 110 cm, 1976/1977)[5]

## Ausstellungen (unvollständig)

### Einzelausstellungen
- 1989: Fürstenwalde/Spree, Kunstgalerie im Alten Rathaus
- 2019: Berlin, Insel-Galerie („apropos Farbkultur“)[6][7]
- 2021: Eberswalde, Kleine Galerie („Zwischenfarben“)

### Ausstellungsbeteiligungen
- 1974/1975: Frankfurt/Oder, Galerie Junge Kunst („Junge Künstler '74. 1. Ausstellung junger bildender Künstler der DDR“)
- 1976: Karl-Marx-Stadt, Städtische Museen („Jugend und Jugendobjekte im Sozialismus“)
- 1976, 1979 und 1985: Frankfurt/Oder, Bezirkskunstausstellungen
- 1977/1978: Dresden, VIII. Kunstausstellung der DDR
- 2019/20: Museum Eberswalde, Eberswalde („Kunst von hier“)[8]

#### Postum
- 2022: Potsdam, Landtag („Die Zukunft hat schon begonnen. Vom Leben in Industrielandschaften – Strukturen im Wandel.“)
- 2023: Brandenburgisches Landesmuseum für moderne Kunst, Frankfurt/Oder, Packhof: (Über(-)Leben Zofia Pociłowska und die Sammlung des BLMK)[9]